# باشگاه فوتبال واراژدین

لوگو باشگاه فوتبال واراژدین

باشگاه فوتبال واراژدین (انگلیسی: NK Varaždin) که معمولاً از آن به عنوان واراژدین یاد می‌شود، باشگاه فوتبال در کرواسی است که در شهر واراژدین قرار دارد. 
محمدمهدی مهدی‌خانی در فصل ۲۰-۲۰۱۹ عضو این تیم بود.

## تاریخچه
واراژدین در سال ۲۰۱۲ بعد از تعلیق باشگاه فوتبال وارتکس (باشگاهی که در نیم‌فصل دوم لیگ دسته اول فوتبال کرواسی ۱۲-۲۰۱۱ به دلیل بدهی زیاد مالی به حالت تعلیق درآمده بود) تأسیس شد. از نظر قانونی، سوابق و افتخارات دو باشگاه جداگانه نگه داشته می‌شوند توسط فدراسیون فوتبال کرواسی. با این حال، در سال ۲۰۱۵ این باشگاه پس از تغییر نام باشگاه قدیمی در VŠNK Varaždin که رو به ورشکستگی می‌رفت، نام خود را به NK Varaždin تغییر داد.